# NBA TV
NBA TV est une chaîne de télévision qui se consacre au basket-ball des États-Unis. Le réseau est soutenu financièrement par la National Basketball Association (NBA), qui utilise également NBA TV comme un moyen publicitaire. 

## Description
La chaîne NBA TV est créée par la NBA le 17 mars 1999. Elle consacre ses programmes au basket-ball et diffuse des rencontres de la NBA en direct, des grandes rencontres du passé, des informations quotidiennes sur le basket-ball, la vie des équipes NBA tout au long de la saison, des reportages sur les joueurs, leurs vies hors des parquets, des talks-shows. La chaîne diffuse également des matches WNBA et des rencontres d'Euroligue. Les programmes sont produits par NBA Entertainement depuis Secaucus, New Jersey.

## Émissions de NBA TV
- Tuesday Night with Ahmad Rashād
- NBA TV Gamenight
- NBA Vault
- NBA Access with Ahmad Rashād
- Basketball International
- FIBA World Basketball
- NBA Action
- NBA Gametime Live
- NBA TV Fantasy Hoops
- NBA TV Hardwood Classics/Greatest Games
- NBA TV News in Review
- NBA Stories
- The Run
- This Week in the D-League
- NBA 360
- NBA Roundtable

## Présence internationale
En 2008, NBA TV est diffusée dans 40 pays par l'intermédiaire des partenaires suivants :
- Hong Kong Cable (Hong Kong)

- NTV Plus (Russie)

- CanalSat Horizons & CanalSat Reunion (Afrique / Réunion)

- Orbit (Moyen-Orient)

- Turkish Telekom Kablo (Turquie)

- Cable Bahamas (Bahamas)

- Flow (Jamaïque, Trinité-et-Tobago)

- Amnet (Costa Rica, Honduras)

- CanalSat Caraïbes (Caraïbes)

- PCTV (Mexique)

- TCC (Uruguay)

- Intercable (Venezuela)

- Sportitalia (Italie)

## Diffusion en France
La version française de NBA TV+ (dénommée NBA +) a arrêté la diffusion de ces programmes le 1er octobre 2006. La chaîne Sport+ a pris le relais avec la diffusion des programmes de NBA TV+ International la nuit en version originale avec un match en direct, les meilleures rencontres du passé, des émissions comme NBA Action. Le groupe Canal+ a pris la décision en accord avec la NBA d'arrêter la diffusion sur cette antenne le 1er décembre 2008. Orange sport a acquis les droits des magazines NBA Action et NBA 360 et reprend une partie des programmes de NBA TV+, avec la diffusion de quatre matchs par semaine.